# Hygrocybe punicea
Hygrocybe punicea (Fr.) P. Kumm., Führer Pilzk.: 112 (1871).

## Descrizione della specie

### Cappello
Irregolarmente campanulato poi convesso, spesso lobato al margine, vischioso e fragile; color rosso sangue, poi rosso arancione; 3–10 cm di diametro.

### Lamelle
Annesse al gambo, larghe, spesse; colore giallognolo, poi con sfumature rossastre.

### Gambo
Cavo, fibroso-striato, cilindrico, appuntito alla base; colore giallo con intense sfumature e striature rosse, giallastro verso il piede, lungo 8–15 cm e spesso 8–20 mm.

### Carne
Molle, bianca nel gambo, concolore o gialla sotto la cuticola.
Odore e sapore: gradevoli ma non interessanti.

### Microscopia
SporeCilindrico-ellittiche, bianche in massa, 9-10 x 5-6 µm.
BasidiTetrasporici.

## Habitat
Cresce nei campi non concimati e nelle brughiere di montagna, tra la fine dell'estate e l'autunno.

## Commestibilità
Buona ma di scarsa resa. Sconsigliato per i meno esperti, per una sua lontana somiglianza con alcune specie velenose del genere Cortinarius ed Inocybe. Si distingue per il colore giallo-aranciato delle lamelle e del gambo.

In condizioni climatiche ottimali può superare abbondantemente la taglia media e di conseguenza migliora notevolmente la resa.
Attenzionetrattasi di un fungo dalla carne facilmente deperibile e pertanto si consiglia di non consumare esemplari troppo vetusti.

## Etimologia
- Genere: dal greco hugrós = umido e kúbe = testa, testa umida per la vischiosità del cappello.
- Specie: dal latino puniceus = rosso vivo, per il colore rosso dell'intero ricettacolo.

## Sinonimi e binomi obsoleti
- Agaricus puniceus Fr., Systema mycologicum (Lundae) 1: 104 (1821)
- Godfrinia acutopunicea (R. Haller Aar. & F.H. Møller) Herink, Sborník severočeského Musea, Historia Naturalis 1: 65 (1958)
- Godfrinia punicea (Fr.) Herink, Sborník severočeského Musea, Historia Naturalis 1: 68 (1958)
- Hygrocybe acutopunicea R. Haller Aar. & F.H. Møller, Schweiz. Z. Pilzk. 34: 66 (1956)
- Hygrophorus puniceus (Fr.) Fr., Epicrisis systematis mycologici (Uppsala): 331 (1838)
- Pseudohygrocybe punicea (Fr.) Kovalenko, Mikol. Fitopatol. 22(3): 208 (1988)

## Nomi comuni
- Igroforo puniceo